# Episodi di Schitt's Creek (quarta stagione)
La quarta stagione della serie televisiva Schitt's Creek, composta da 12 episodi, è stata trasmessa in Canada su CBC Television dal 9 gennaio al 10 aprile 2018; il 18 dicembre 2018, invece è andato in onda un episodio speciale natalizio.
In Italia, la stagione sarà pubblicata su Mediaset Infinity il 30 settembre 2021.
| n° | Titolo originale             | Titolo italiano          | Prima TV Canada  | Prima TV Italia   |
| -- | ---------------------------- | ------------------------ | ---------------- | ----------------- |
| 1  | Dead Guy in Room 4           | Un morto nella stanza 4  | 9 gennaio 2018   | 30 settembre 2021 |
| 2  | Pregnancy Test               | Test di gravidanza       | 16 gennaio 2018  | 30 settembre 2021 |
| 3  | Asbestos Fest                | La festa dell'amianto    | 23 gennaio 2018  | 30 settembre 2021 |
| 4  | Girls' Night                 | Serata tra ragazze       | 30 gennaio 2018  | 30 settembre 2021 |
| 5  | RIP Moira Rose               | RIP Moira Rose           | 6 febbraio 2018  | 30 settembre 2021 |
| 6  | Open Mic                     | Open Mic                 | 27 febbraio 2018 | 30 settembre 2021 |
| 7  | The Barbecue                 | Il barbecue              | 6 marzo 2018     | 30 settembre 2021 |
| 8  | The Jazzaguy                 | Il Jazzaguy              | 13 marzo 2018    | 30 settembre 2021 |
| 9  | The Olive Branch             | Il ramoscello d'ulivo    | 20 marzo 2018    | 30 settembre 2021 |
| 10 | Baby Sprinkle                | Mini baby shower         | 27 marzo 2018    | 30 settembre 2021 |
| 11 | The Rollout                  | Il lancio                | 3 aprile 2018    | 30 settembre 2021 |
| 12 | Singles Week                 | La settimana dei single  | 10 aprile 2018   | 30 settembre 2021 |
| 13 | Merry Christmas, Johnny Rose | Buon Natale, Johnny Rose | 18 dicembre 2018 | 30 settembre 2021 |